# فرودگاه مولن–مون‌بوینی
فرودگاه مولَن–مون‌بوینی (به فرانسوی: Aéroport de Moulins - Montbeugny) (به زبان بومی: ) یک فرودگاه همگانی با کد یاتا XMU است که یک باند فرود آسفالت دارد و طول باند آن ۱۳۰۰ متر است. این فرودگاه در شهر مولن، الیه کشور فرانسه قرار دارد و در ارتفاع ۲۷۹ متری از سطح دریا واقع شده‌است.